# Küstenschutzzug 1
Der Küstenschutzzug 1 (polnisch: Pierwszy pociąg pancerny Obrony Wybrzeża) war ein improvisierter polnischer Panzerzug aus der Zeit des Zweiten Weltkrieges von 1939.

## Geschichte
Im Sommer 1939 beschloss das Kommando der Landküstenverteidigung gepanzerte Züge zur Küstenverteidigung zu bilden. Dies geschah in den Hafenwerkstätten der Marine in Gdynia mit zwei gedeckten und zwei offenen Güterwagen. Am 26. August wurde der Küstenschutzzug fertiggestellt und in Dienst genommen.

### Lokomotive
Die Dampflokomotive wurde nicht gepanzert, der Typ ist nicht mehr festzustellen.

### Artilleriewagen

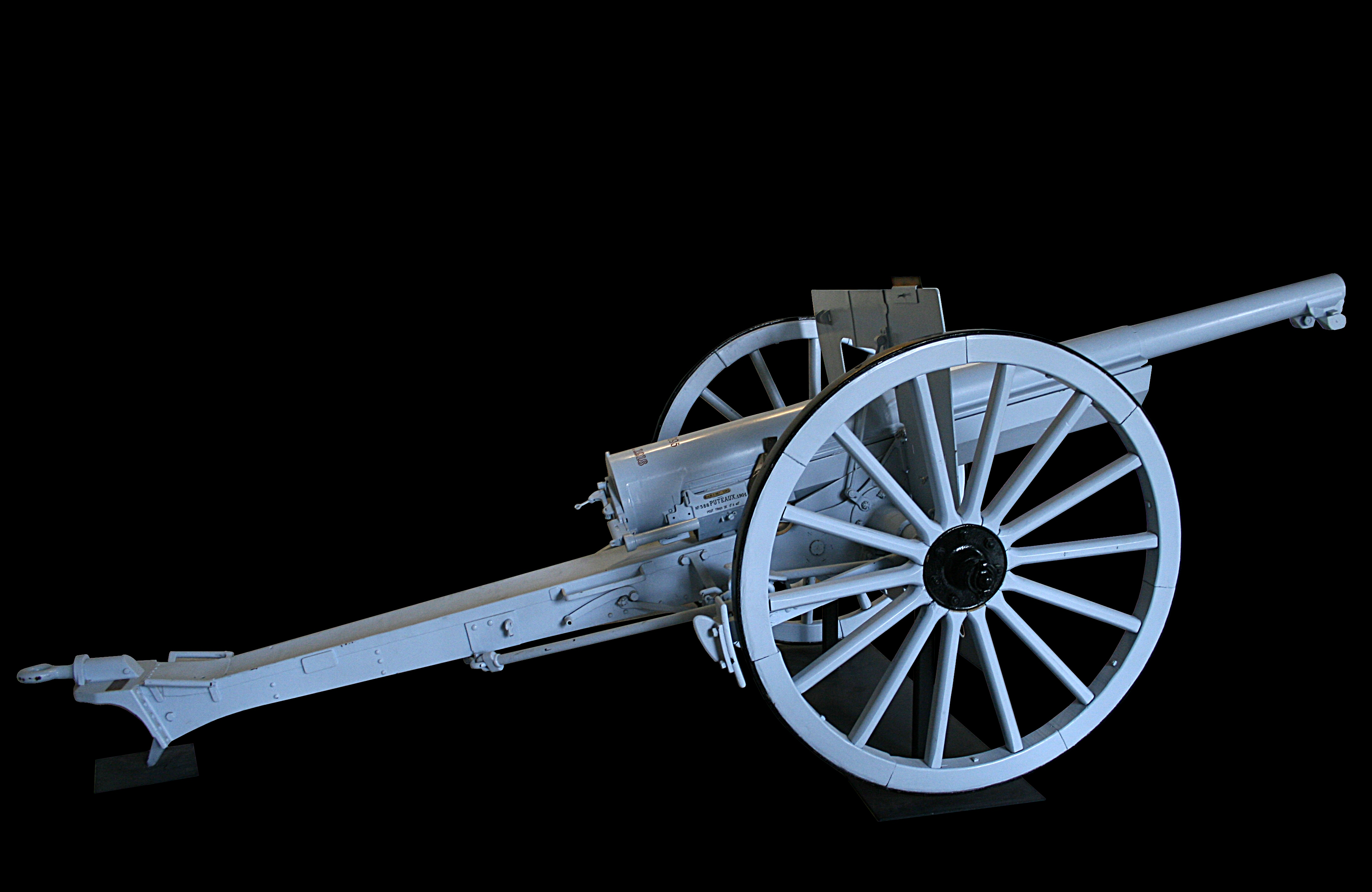
7,5-cm-Feldkanone 97 auf Räderlafette

Der Küstenschutzzug 1 verfügte über zwei offene Güterwagen, welche mit Sandsäcken und Holzbrettern provisorisch gepanzert wurden. Als Bewaffnung dienten zwei französische 7,5-cm-Feldkanonen 97 in einer Pivot-Lafette. Die Geschütze hatten vorerst keine Visiereinrichtung und keinen Rohrrücklauf. Sie stammten aus einer Charge von elf Geschützen für die Marine, welche im April 1939 aus Pinsk kamen. Später wurden die Geschütze mit einem Seezielgerät ausgerüstet. Der Munitionsvorrat betrug 90 Granaten für jedes der Geschütze.

### Sturmwagen
Weiterhin verfügte der Küstenschutzzug 1 über zwei Sturmwagen für die Infanterie. Diese waren mit Berthier-Gewehren und Handgranaten ausgerüstet und sollten den Zug vor feindlicher Infanterie schützen oder selber kleinere Angriffe durchführen. Die Wagen waren mit Sandsäcken ausgekleidete und weiteren Holzbrettern verstärkte gedeckte Güterwagen aus Holz.

## Einsatz

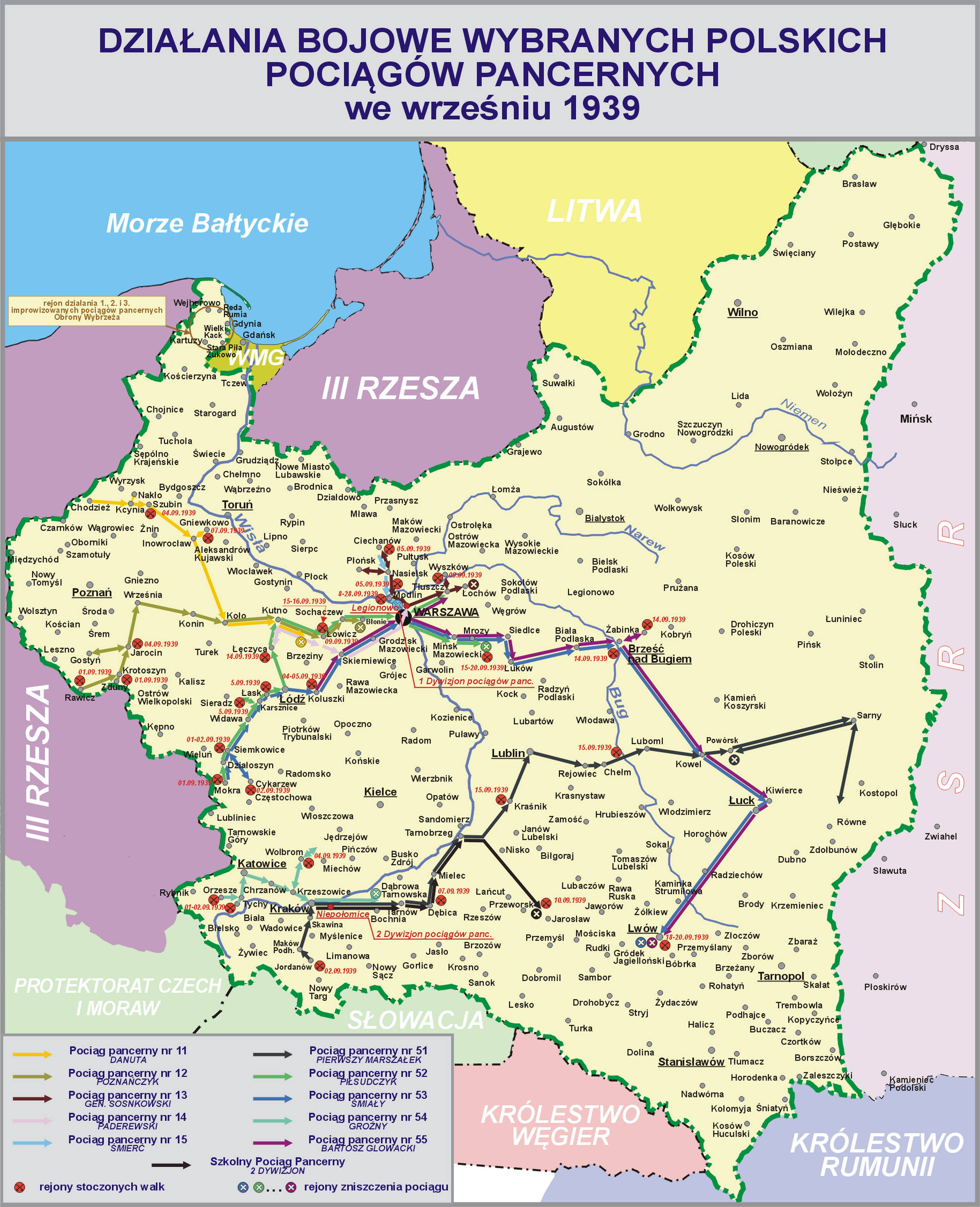
Einsatz von polnischen Panzerzügen. Oben links der Einsatzbereich des Küstenschutzzug 1.

Nach der Fertigstellung wurde der Küstenschutzzug am 26. August 1939 an das 4. Nationale Verteidigungsbataillon Kartuzy (kurz: ON-Bataillon, polnisch: Kartuski Batalion Obrony Narodowej) übergeben. Umgehend begann der Küstenschutzzug 1 mit Patrouillen- und Ausbildungstätigkeiten auf der Eisenbahnstrecke zwischen Kartuzy, Żukowo und Stara Piła. Einen Tag nach dem Einmarsch der Wehrmacht in Polen, am 2. September 1939, kam es zu einem Artillerieduell mit der Batterie der deutschen Danziger Artillerie-Division. Auf beiden Seiten gab es keinerlei Schäden oder Verluste.
Am 3. September 1939 eroberte das 2. Landespolizei-Regiment die Ortschaft Żukowo und das nahe gelegene Kraftwerk Rutki. Nach einem Gegenangriff zweier Infanteriezüge des polnischen 4. Bataillons und dem Küstenschutzzug 1, gelang eine Rückeroberung von Żukowo. Dieser Sieg war jedoch nur von kurzer Dauer, da am gleichen Abend die Wehrmacht das Gebiet endgültig erobern konnte.
Am Morgen des 4. September 1939 griff die deutsche 207. Infanterie-Division das polnische 4. Bataillon an. Dabei kam es zu einem Artillerieduell zwischen dem Küstenschutzzug 1 und der Artillerie der 207. Infanterie-Division. Aufgrund des schweren Beschusses der deutschen Geschütze musste sich der Küstenschutzzug nach Norden, in Richtung Kartuzy, zurückziehen. Da die Wehrmacht immer weiter vorstieß und Kartuzy besetzte, wurde die Eisenbahnverbindung mit Gdynia unterbrochen. Die Besatzung sah keine Möglichkeit mehr, den Küstenschutzzug wirksam zu verteidigen und gab diesen auf. Vorher wurden noch die Geschütze demontiert und die Zielvorrichtungen zerstört.

## Zugpersonal
Die Besatzung des Küstenschutzzuges bestand aus 20 Soldaten der 3. Batterie des Marine-Leichtartilleriegeschwaders. Die Dampflokomotive wurde von vier zivilen Eisenbahnern bedient.
- Zug- und Artilleriekommandant des vorderen Artilleriewagen Leutnant Zygmunt Budzyński
- stellvertretender Zug- und Artilleriekommandant des hinteren Artilleriewagen Reserveleutnant Ernest Rupp
- Richtschütze des vorderen Artilleriewagen Gefreiter Słupsk
- Richtschütze des hinteren Artilleriewagen Gefreiter Śliwiński

## Zugzusammensetzung
Die Zusammensetzung des Küstenschutzzuges wird von vorne nach hinten aufgeführt.
- Artilleriewagen
- Sturmwagen
- Panzerzuglokomotive
- Sturmwagen
- Artilleriewagen